# پوشکی
پوشکی (به مجاری:  Püski) یک شهرداری در مجارستان است که در ناحیه موشون‌مادیارووار واقع شده‌است. پوشکی ۸٫۳۹ کیلومتر مربع مساحت و ۶۳۷ نفر جمعیت دارد.